# Велейше (Нью-Йорк)
Велейше (англ. Valatie) — селище (англ. village) в США, в окрузі Колумбія штату Нью-Йорк. Населення — 1785 осіб (2020).

## Географія
Велейше розташований за координатами 42°24′47″ пн. ш. 73°40′44″ зх. д. / 42.41306° пн. ш. 73.67889° зх. д. (42.413073, -73.678819).  За даними Бюро перепису населення США в 2010 році селище мало площу 3,28 км², з яких 3,25 км² — суходіл та 0,03 км² — водойми.

## Демографія
Згідно з переписом 2010 року, у селищі мешкало 1819 осіб у 611 домогосподарстві у складі 409 родин. Густота населення становила 555 осіб/км².  Було 658 помешкань (201/км²).
Расовий склад населення:
| - 93,8 % — білих - 1,4 % — чорних або афроамериканців - 0,5 % — азіатів - 0,4 % — корінних американців - 2,1 % — осіб інших рас |

До двох чи більше рас належало 1,7 %. Частка іспаномовних становила 10,2 % від усіх жителів.
За віковим діапазоном населення розподілялося таким чином: 24,0 % — особи молодші 18 років, 53,8 % — особи у віці 18—64 років, 22,2 % — особи у віці 65 років та старші. Медіана віку мешканця становила 42,6 року. На 100 осіб жіночої статі у селищі припадало 93,1 чоловіків;  на 100 жінок у віці від 18 років та старших — 89,6 чоловіків також старших 18 років.
Середній дохід на одне домашнє господарство  становив 68 669 доларів США (медіана — 56 719), а середній дохід на одну сім'ю — 85 164 долари (медіана — 69 167). Медіана доходів становила 39 875 доларів для чоловіків та 42 500 доларів для жінок. За межею бідності перебувало 14,6 % осіб, у тому числі 15,0 % дітей у віці до 18 років та 18,2 % осіб у віці 65 років та старших.
Цивільне працевлаштоване населення становило 762 особи. Основні галузі зайнятості: освіта, охорона здоров'я та соціальна допомога — 27,0 %, мистецтво, розваги та відпочинок — 15,4 %, роздрібна торгівля — 12,1 %, науковці, спеціалісти, менеджери — 11,8 %.